# Аршалинський сільський округ (Жарминський район)
Аршали́нський сільський округ (каз. Аршалы ауылдық округі, рос. Аршалинский сельский округ) — адміністративна одиниця у складі Жарминського району Абайської області Казахстану. Адміністративний центр — село Аршали.
Населення — 376 осіб (2021; 581 у 2009, 984 у 1999, 1373 у 1989).
Станом на 1989 рік існувала Кріушинська сільська рада (села Кріуші, Шереметьєвка). До 1997 року сільський округ називався Кріушинським.  Село Турксіб було ліквідовано 2007 року.

## Склад
До складу округу входять такі населені пункти:
| Населений пункт    | Старі назви  | Населення, осіб (1989) | Населення, осіб (1999) | Населення, осіб (2009) | Населення, осіб (2021) |
| ------------------ | ------------ | ---------------------- | ---------------------- | ---------------------- | ---------------------- |
| Аршали, село       | Кріуші       | 1022                   | 735                    | 487                    | 331                    |
| Жариктас, село     | Шереметьєвка | 351                    | 220                    | 94                     | 44                     |
| --Кизилкаска, село | -            | -                      | -                      | -                      | 1                      |
| Турксіб, село      | Нікольське   | -                      | 29                     | -                      | -                      |